# Probabilità di errore circolare

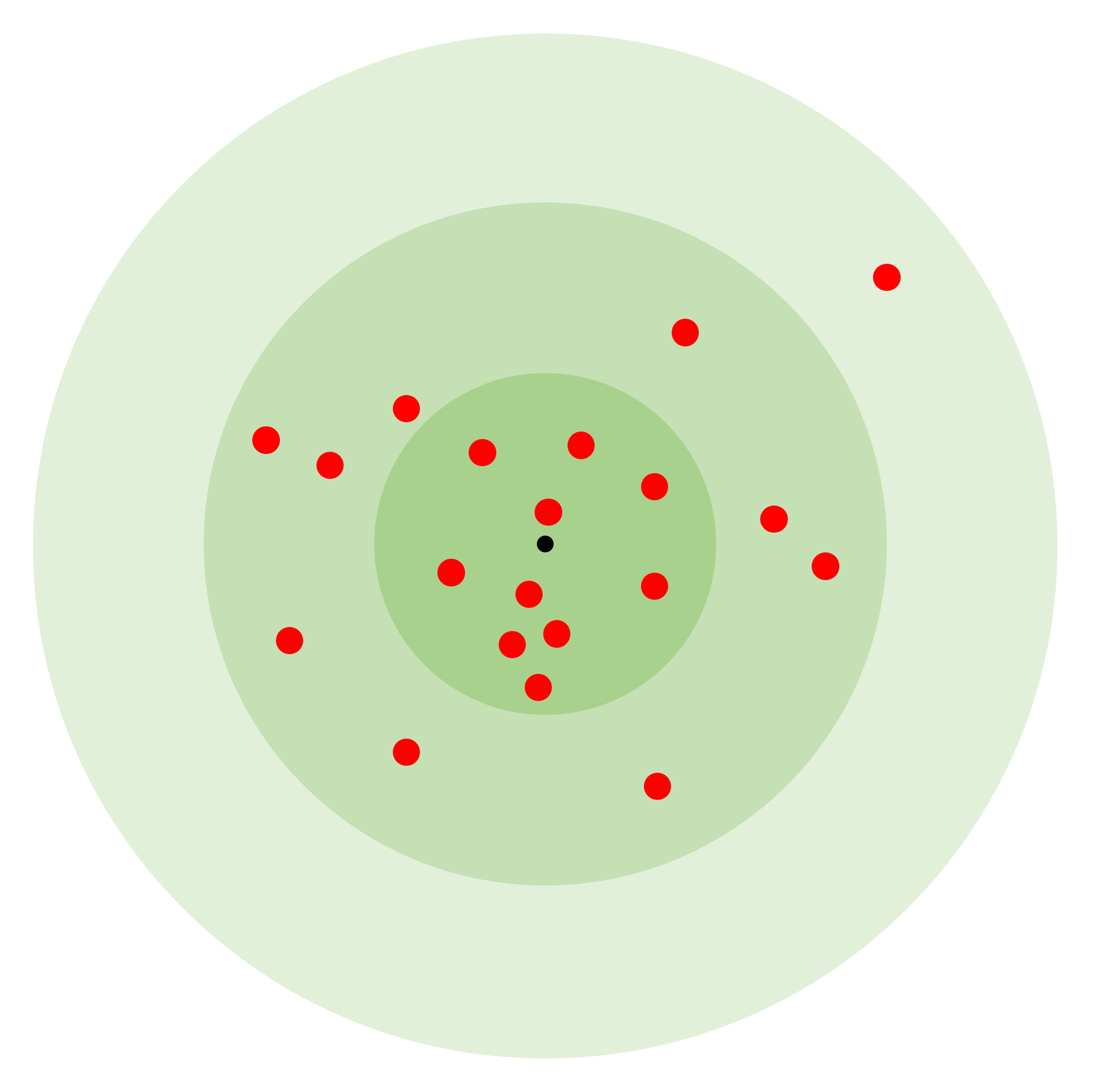
Esempio di calcolo della CEP: dato un certo bersaglio (il punto nero), il raggio della circonferenza che racchiude il 50% dei colpi sparati contro di esso (i punti rossi) rappresenta la CEP del sistema d'arma che ha fatto fuoco

La probabilità di errore circolare o cerchio di errore probabile, nota anche con l'acronimo CEP (dall'inglese circular error probable), è un valore numerico che indica la precisione dei proiettili lanciati con una certa arma o sistema d'arma, e da cui è possibile ricavare il fattore probabile di danno causato all'obiettivo preso di mira.
In particolare, la CEP indica il raggio della circonferenza, incentrata sul bersaglio, entro cui cade il 50% dei proiettili sparati contro il bersaglio stesso con la stessa arma o con il medesimo sistema di lancio; ad esempio, se un missile balistico ha una CEP di 100 metri, lanciando dieci di questi missili contro un certo bersaglio statisticamente cinque di essi cadranno dentro una circonferenza con raggio di 100 metri centrata sul bersaglio. Intuitivamente, più il valore di una CEP è basso più il sistema d'arma in questione è preciso.
Fattori che possono influenzare la CEP di un missile balistico sono la forza del vento durante la traiettoria di volo del missile e il livello di precisione del suo sistema di guida.